# Тіссов
Тіссов (нім. Thiessow) — село та колишня громада в Німеччині, розташоване в землі Мекленбург-Передня Померанія. Громада входила до складу району Передня Померанія-Рюген.
Площа — 2,35 км2. 1 січня 2016 року у селі жила 151 особа.